# Rudi Polder
Rudolph Christiaan Gerrit (Rudi) Polder (Den Haag, 2 december 1926 - Leidschendam, 16 juli 2016) was een Nederlandse kunstschilder. De heldere kleuren in zijn schilderijen geven op bijzondere wijze uitdrukking aan het licht van Zuid-Frankrijk, vooral in de Provence en aan de kust van de Middellandse Zee.

## Biografie
Rudi Polder is de zoon van de Haagse kunstschilder Gerrit Polder (1897-1981), die van beroep kapper was maar in zijn vrije tijd schilderde. Op zeventienjarige leeftijd begon Rudi te schilderen in de naturalistische stijl van zijn vader Gerrit. Na de Tweede Wereldoorlog ging hij op reis en tekende onderweg portretten om in zijn levensonderhoud te voorzien. In 1953 besloot hij in Marseille te gaan wonen en huurde een atelier boven de woning van de Franse fotograaf Albert Detail (1903-1996). In september en oktober 1953 vond zijn eerste expositie plaats in Bagnols-sur-Cèze met circa vijftig schilderijen, waarvan het merendeel in Marseille was geschilderd.
Polder trouwde in Frankrijk met een Française. Uit dit huwelijk werden twee zoons geboren, Claude en Serge. Gedurende deze periode reisde Polder ook naar Zweden, Stockholm en Göteborg, waar hij zijn schilderijen makkelijk verkocht. In 1959 eindigde zijn huwelijk in een echtscheiding. Polder keerde terug naar Nederland om daar een nieuw leven te beginnen en leerde zijn levenspartner Wally Vermij kennen. Met Wally vertrok Polder weer naar Frankrijk waar zij een verwaarloosd huis kochten in Roquefort-les-Corbières, Languedoc. Dit huis knapten ze op en voegden er een atelier en expositieruimte aan toe. 
Zijn schilderstijl ontwikkelde zich in de loop der jaren van impressionisme (1943-1984) via luminisme (1985-1994) tot abstract (1986-2006).

## Erkenning
In januari 1957 werden zijn werken geëxposeerd in galerie Lucy Krohg in Parijs. De critici waren lovend, met name George Besson. De laatste expositie in Marseille, voor zijn vertrek naar Nederland, vond plaats in 1959. In de jaren daarna exposeerde Polder zijn werken in onder andere Nederland, Zweden, Frankrijk en België.

## Enkele schilderijen van Rudi Polder

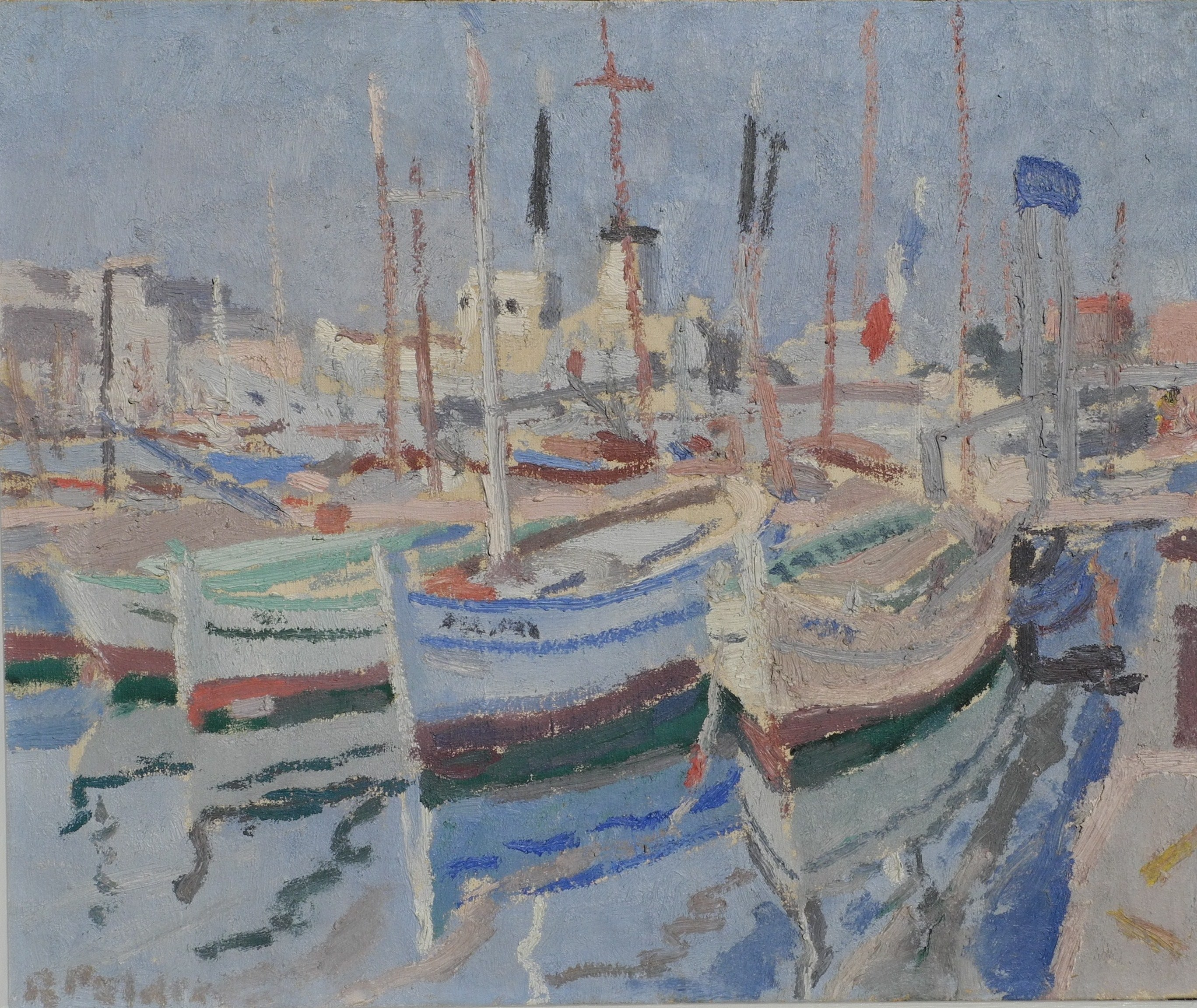
De oude haven van Marseille, Rudi Polder, 1953.
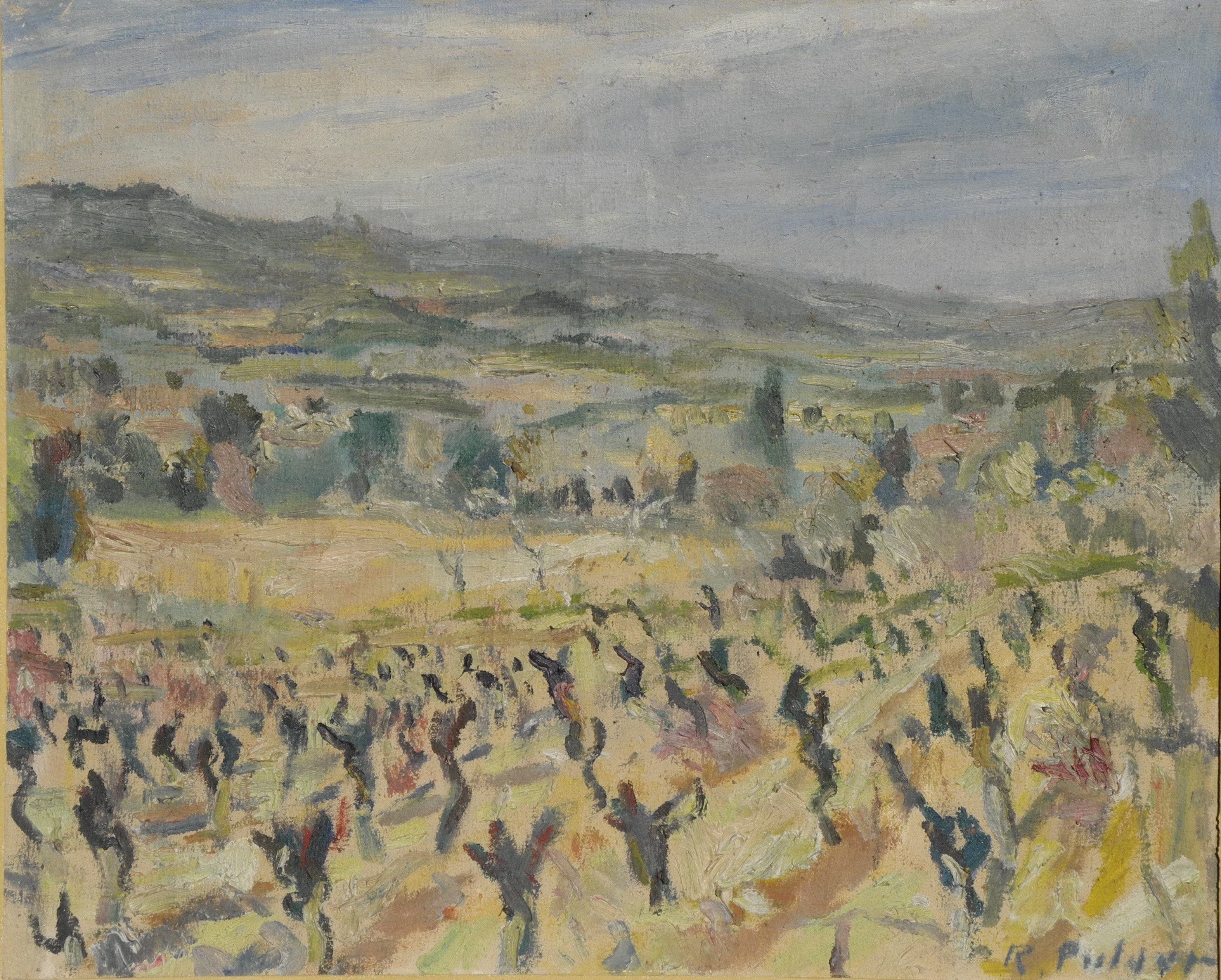
De wijngaarden van Haut-Castel bij Bagnols-sur-Cèze, Rudi Polder, 1953.

## Trivia
Zijn broer Joop Polder is ook kunstschilder.
- International Standard Name Identifier: 0000 0003 9644 5129
- Nederlandse Thesaurus van Auteursnamen: 073899267
- RKD-Nederlands Instituut voor Kunstgeschiedenis: 64072
- Virtual International Authority File: 291315808
- WorldCat: E39PBJg8ywrkCGqYRhYmmhttKd